# نعناع مدبب
منتها، فلية، فوتنج أو النعناع المدبب (باللاتينية: Mentha spicata) نوع نباتي يتبع جنس النعناع من الفصيلة الشفوية.

## البيئة والانتشار
موطنه المشرق العربي ومصر وتركيا واليونان وإيطاليا وفرنسا. وانتشر أيضًا في إسبانيا والمغرب.

## مرادفات للاسم
فلية أو منتها أو فوتنج